# Самнер, Бернард
Бе́рнард Са́мнер (англ. Bernard Sumner, фамилия при рождении — Диккен; род. 4 января 1956) — британский музыкант, основатель и соавтор большинства композиций рок-групп Joy Division (1976—1980) и New Order (1980—наши дни). В Joy Division он выполнял функции гитариста и клавишника. Самнер также сотрудничал со множеством исполнителей в качестве продюсера, гитариста и вокалиста. В 1989—1999 гг. вместе с Джонни Марром из The Smiths записывался в рамках проекта Electronic.

## Фамилия
Когда мать певца вышла замуж во второй раз, Бернард сменил фамилию на Самнер. В первые же годы (1977—78) своей музыкальной деятельности он использовал фамилию-псевдоним Альбрехт. Затем им использовалось имя Альбрехт-Диккен или просто Диккен. Под фамилией Самнер его стали знать лишь в начале 1980-х гг.

## Биография
Бернард Самнер родился 4 января 1956 года в Солфорде под Манчестером. В июле 1976 года он посетил в Манчестере концерт Sex Pistols, под впечатлением которого он со своим школьным товарищем — Питером Хуком — решил заняться музыкой и купил гитару. Когда к ним в конце 1976 года присоединился Йен Кёртис, было решено организовать группу, впоследствии названную Warsaw и переименованную в конце 1977 года в Joy Division. После смерти Кёртиса в мае 1980 года, участники группы решили продолжить писать музыку под названием New Order, однако вначале не могли определиться, кто будет певцом в новом коллективе. С июля по сентябрь 1980 года, каждый из музыкантов пробовал себя в качестве вокалиста. Выбор, в конечном счёте, остановился на Бернарде Самнере. Тем не менее ему долго приходилось привыкать к роли фронтмена, особенно на фоне негативных сравнений с покойным Кёртисом. Пение поначалу давалось Самнеру с трудом и ему пришлось специально брать уроки вокала.
В 1987 году Самнер и Джонни Марр из The Smiths стали писать песни для себя, отдельно от своих групп. Результатом стал проект Electronic, который сочетал музыку хаус и инди-рок. По словам Самнера, проект был своего рода отдушиной для музыкантов, позволявшей им общаться в лёгкой непринуждённой обстановке и писать музыку, не связанную со стилистикой их родных групп.
Самнеру, как и другим участникам New Order, в 1982—1997 гг. принадлежал манчестерский диско-клуб «Haçienda», история которого, как и самого Самнера, показана в фильме «Круглосуточные тусовщики» 2002 года. Роль Самнера исполнил актёр Джон Симм. В 2007 году вышел художественный фильм «Контроль», повествующий о жизни Иэна Кёртиса; в нём роль Самнера сыграл Джеймс Пирсон.
В мае 2007 года бас-гитарист New Order Питер Хук написал в своём блоге на MySpace, что группы больше нет, и что он больше не работает вместе с Бернардом Самнером. Самнер и Моррис, в свою очередь, опровергли информацию о распаде New Order, заявив, что намереваются в будущем работать без Хука. Хук в ответ пригрозил судебным иском в случае, если название New Order будет продолжать использоваться. В итоге, в октябре 2007 года было объявлено, что Самнер, Моррис и Каннингем будут работать под именем Bad Lieutenant; в состав новой группы вошли Джейк Эванс и Том Чапмен; также в группе короткое время принимал участие Алекс Джеймс из Blur.
5 сентября 2011 года, неожиданно для всех, Бернард Самнер, Стивен Моррис, Фил Каннингем и Том Чапмен объявили о двух благотворительных концертах под именем New Order в октябре в Брюсселе и Париже. В концертах также примет участие Джиллиан Гилберт, ушедшая из New Order в 2001 году, при этом Питер Хук продолжает оставаться в стороне. В этом свете будущее Bad Lieutenant стало под вопросом.

## Сотрудничество с другими исполнителями
Помимо участия в Joy Division, New Order, Electronic и Bad Lieutenant, Самнер также приглашался к работе с различными исполнителями.
| Год  | Исполнитель           | Произведение                             | Вклад                      |
| ---- | --------------------- | ---------------------------------------- | -------------------------- |
| 1982 | Section 25            | Сингл «Sakura»                           | Продюсер, программирование |
| 1983 | Section 25            | Сингл «Back To Wonder / Beating Heart»   | Продюсер                   |
| 1983 | 52nd Street           | Сингл «Cool As Ice»                      | Продюсер, программирование |
| 1983 | Quando Quando         | Сингл «Love Tempo»                       | Продюсер                   |
| 1984 | Марсель Кинг          | Сингл «Reach For Love»                   | Продюсер                   |
| 1984 | Марсель Кинг          | Сингл «Keep On Dancing»                  | Продюсер                   |
| 1984 | Quando Quando         | Сингл «Atom Rock»                        | Продюсер                   |
| 1984 | Shark Vegas           | Сингл «You Hurt Me»                      | Гитара, продюсер           |
| 1984 | 52nd Street           | Сингл «Can’t Afford To Le You Go»        | Продюсер                   |
| 1984 | Пол Хейг              | Сингл «The Only Truth»                   | Продюсер                   |
| 1985 | Section 25            | Сингл «Looking From A Hilltop [Megamix]» | Продюсер                   |
| 1985 | Section 25            | Сингл «Crazy Wisdom»                     | Продюсер                   |
| 1985 | Section 25            | Сингл «Bad News Week»                    | Ремикширование             |
| 1986 | Happy Mondays         | Сингл «Freaky Dancin'»                   | Продюсер                   |
| 1989 | Technotronic          | Сингл «Rockin' Over The Beat»            | Ремикширование             |
| 1990 | Technotronic          | Сингл «Technomedley»                     | Ремикширование             |
| 1990 | Technotronic          | Альбом «Trip On This: The Remixes»       | Ремикширование             |
| 1990 | A Certain Ratio       | Альбом «Won’t Stop Loving You»           | Ремикширование             |
| 1991 | Banderas              | Альбом «Ripe»                            | Гитара, вокал              |
| 1991 | 808 State             | Песня «Spanish Heart»                    | Вокал, слова               |
| 1991 | The Beat Club         | Песня «Security»                         | Вокал, слова               |
| 1994 | A Certain Ratio       | Сингл «Shack Up»                         | Ремикширование             |
| 1995 | Sub Sub               | Сингл «This Time I’m Not Wrong»          | Вокал                      |
| 1999 | The Chemical Brothers | Сингл «Out Of Control»                   | Вокал, слова, гитара       |
| 2000 | Primal Scream         | Альбом «XTRMNTR»                         | Гитара                     |
| 2000 | Корвин Далек          | Сингл «Crystal»                          | Вокал, слова               |
| 2008 | Blank & Jones         | Сингл «Miracle Cure»                     | Вокал                      |
| 2010 | Hot Chip              | Сингл «Didn’t Know What Love Was»        | Вокал, продюсер            |